# O Avanço da Fênix
O Avanço da Fênix (chinês: 天盛长歌, pinyin: Tiān shèng cháng gē) é uma série de televisão chinesa de 2018 levemente baseada no romance Huang Quan (chinês: 凰权, pinyin: Huáng quán), de Tianxia Guiyuan, e passando-se no reino fictício de Tiansheng. É estrelado por Aloys Chen e Ni Ni. A série estreou na Hunan Television em 14 de agosto de 2018 e, posteriormente, no serviço de streaming Netflix, em 14 de setembro de 2018.Tornou-se um dos programas de maior audiência do ano, sendo indicada a diversos prêmios, incluindo Melhor Série Dramática no Asian Television Awards, e ganhando o prêmio  de melhor fotografia no 25º Shanghai Television Festival.

## Sinopse
Ning Yi (Chen Kun) é o sexto príncipe do reino de Tiansheng, um homem extremamente inteligente e calculista, que aprendeu a esconder suas intenções através de uma aparência despreocupada após oficiais corruptos e dúbios condenarem seu irmão, o terceiro príncipe Ning Qiao, à morte, por traição. Ning Yi constitui uma rede de espiões,liderada pelo diretor da Academia Qingming, Xin Ziyan, na espera pela oportunidade perfeita de derrubar os inimigos que o condenaram a cadeia por anos e acusaram seu irmão. Contudo, seus sentimentos por Feng Zhiwei (Ni Ni) serão capazes de demovê-lo de seu desejo por vingança?

## Elenco

### Protagonistas
| Ator     | Personagem                             | Introdução |
| -------- | -------------------------------------- | --- |
| Chen Kun | Ning Yi (宁 弈)                        | Sexto príncipe do Reino de Tiansheng, Príncipe de Chu.Astuto, calculista e com desejo por justiça, ele busca vingar seus entes queridos que foram incriminados e massacrados por adversários políticos. Age publicamente como se não tivesse ambição em ascender ao trono enquanto secretamente constrói do zero uma rede de conexões políticae para subjulgar àqueles que incriminaram e executaram seu meio-irmão por alta traição há oito anos. Após, ele busca os responsáveis pela morte de sua mãe. Ele se apaixona pela personalidade astuta, indomada e provocadora de Zhiwei, e fará de tudo para mantê-la viva. |
| Ni Ni    | Feng Zhiwei (凤 知 微) Wei Zhi (魏 知) | A sobrinha desfavorecida da Família Qiu, que na verdade é a última princesa da dinastia caída Dacheng. Ela é forçada a assumir o lugar da filha do Coronel Qiu em um casamento arranjado com Ning Yi, então encontra uma maneira de fazer com que o próprio Ning Yi cancele o casamento. Sem saber de sua própria história, ela acha que os guardas imperiais vieram prendê-la por matar alguém. quando eles realmente recebem ordens para matar a família inteira do General Gu Heng (líder do Pagode Sangrento, guarda-costas do imperador anterior). Para sobreviver e salvar sua família, ela busca a ajuda de Ning Yi, que pede a Zhiwei para se travestir de homem e frequentar a prestigiosa Academia Qingming. Ela se junta à corte real como uma autoridade respeitada sob o pseudônimo de Wei Zhi, após ser escolhida pelo imperador como o estudioso final. Ela finalmente se apaixona por Ning Yi, mas jurou à mãe nunca se casar com ele. |

### Coadjuvantes

#### Família Real do Reino de Tiansheng
| Ator          | Personagem               | Introdução |
| ------------- | ------------------------ | --- |
| Ni Dahong     | Ning Shizheng (宁 世 征) | Governante do Reino de Tiansheng. Um homem calculista e desconfiado de 60 anos; hábil em equilibrar as diferentes facções de sua corte. Embora implacável quando se trata da segurança do império, às vezes é capaz mostrar algo semelhante a afeição por seus filhos. Yale, consorte Yan, mãe de Ning Yi, sempre foi a mulher que ele mais amou.                                                                                   |
| Hai Yitian    | Ning Chuan (宁川)        | Primeiro príncipe do Reino de Tiansheng, o príncipe herdeiro. Embora ambicioso, implacável e cruel, ele carece de julgamento e visão e depende muito de Chang Hai e outro conselheiro para traçar estratégias para ele. Ele faz parte da linhagem Chang e, portanto, é apoiado pelo clã Chang. Usou do Pagode Sangrento para eliminar seus oponentes políticos por quase duas décadas e é o cérebro por trás da morte de Ning Qiao. |
| Shi An        | Ning Sheng (宁 昇)       | Segundo príncipe do Reino de Tiansheng, o Príncipe de Yan. Ambicioso e cruel, ele é um candidato-chave ao trono. Como o príncipe herdeiro, ele também faz parte da linhagem Chang e é apoiado pelo clã Chang. |
| Liu Zhehui    | Ning Qiao (宁乔)         | Terceiro príncipe do Reino de Tiansheng, postumamente príncipe herdeiro Zhuangyi. Ele foi morto injustamente após ser acusado de alta traição por seus oponentes. Antes de sua morte, ele foi próximo de seu meio irmão, Ning Yi. |
| Tong Shao     | Ning Yan (宁 研)         | Quinto príncipe do Reino de Tiansheng, o Príncipe de Zhao. Sem cérebro e ganancioso, ele é um lacaio do Príncipe Herdeiro, até que é enganado pelo Diretor Xin paraa pensar que ele é o Príncipe Herdeiro legítimo e que deveria derrubar Ning Chuan. |
| Qu Gaowei     | Ning Qi (宁 齐)          | Sétimo príncipe do Reino de Tiansheng, o Príncipe de Wei. Voltando depois de dez anos na fronteira, ele é um príncipe sincero que ama muito sua mãe. Acaba se tornando ambicioso e implacável e acaba vendo Ning Yi como seu maior adversário, fazendo de tudo para eliminá-lo da competição pelo império. |
| Wang Kaiyi    | Ning Ji (宁 霁)          | Décimo príncipe do Reino de Tiansheng, o Príncipe de Duan. O filho mais novo do imperador. Um menino de bom coração,confia e respeita Ning Yi. |
| Xu Hao        | Ning Shao (宁 韶)        | Princesa Shaoning do Reino de Tiansheng. Ela é adorada pelo imperador e pelo príncipe herdeiro. |
| Song Jiayang  | Ning Qing (宁 清)        | Guarda-costas de Ning Yi. Um subordinado a Ning Cheng. |
| Du Hongbin    | Ning Zhuo (宁 濯)        | Guarda-costas de Ning Yi. Um subordinado de Ning Cheng. |
| Mei Ting      | Yale (雅 乐)             | Consort Yan. Princesa da tribo do pôr do sol e mãe de Ning Yi. Ela foi dada por morta na época em que foi acusada de bruxaria. Na verdade, ela foi detida em uma sala sem janelas nos últimos vinte anos, sendo finalmente libertada quando seu filho, Ning Yi, descobre a verdade e barganha com o imperador. |
| Yu Mingjia    | Chang Yongmei            | Nobre Consorte Chang. Mãe biológica de Ning Sheng e madrasta de Ning Yi. Faz parte do clã Chang, irmã mais nova da falecida imperatriz (mãe de Ning Chuan e Shao Ning). |
| Zhu Rui       | Yueling (月 泠)          | Consorte Qing. Amante de Zhangsun Huong, Príncipe Herdeiro da Dinastia Cheng. Ela finge colaborar com Ning Qi quando na verdade está conspirando para matar o imperador. Entra na corte como criada e tenta ferir a dinastia no poder ao semear a discórdia entre o imperador e seus filhos. É filha de Sanhu. |
| Wang Oulei    | Lady Wang (王 才 人)     | Uma espécie de concubina do imperador, embora desfavorecida. Mãe biológica de Ning Qi. |
| Chen Yingying | Yijun                    | Princesa Consorte de Wei. |

#### Oficiais e servos da Corte do Reino de Tiansheng
| Ator           | Personagem             | Introdução |
| Ministros      | Ministros              | Ministros |
| -------------- | ---------------------- | --- |
| Zhao Lixin     | Xin Ziyan (辛 子 砚)   | Diretor da Academia Qingming. Parece ser um conselheiro ao lado do Príncipe Herdeiro, mas na verdade é um mentor de confiança e bom amigo de Ning Yi. Ele era próximo ao falecido Príncipe Ning Qiao. |
| Wang Ou        | Hua Qiong (华 琼)      | Filha de uma família que foi vítima de Chang Yuan, o duque de Min. Se alia a Ning Yi e Wei Zhi para levar Chang Yuan à justiça e, mais tarde, se torna a melhor amiga de Zhiwei. |
| Yin Zhusheng   | Chang Yuan (常 远)     | Duque de Min e chefe da família Chang. Um poderoso general que contribuiu muito para a fundação do Reino Tiansheng. Detém um poder significativo na Corte. Ele é o irmão mais velho de Chang Hai e é tio do Príncipe Herdeiro e do segundo príncipe. Ele é visto como a maior ameaça à autoridade do imperador. |
| Xu Wei         | Chang Hai (常 海)      | Tio do príncipe herdeiro e segundo príncipe, irmão mais novo do duque de Min. Um aliado leal do príncipe herdeiro. |
| Lu Yong        | Qiu Shangqi (秋 尚 奇) | Comandante-chefe da infantaria e líder dos guardas das Sombras Voadoras. Parece ser um aliado do Príncipe Herdeiro, no entanto, ele prioriza seu próprio bem-estar acima de tudo, e é um defensor que sempre joga pelo seguro na política. Irmão da mãe de Feng Zhiwei, Mingying.                               |
| Wang Ce        | Gu Yan (顾 衍)         | Chefe da Guarda Real. Originalmente o segundo em comando do Pagode Sangrento, ele trai sua organização e se junta ao Reino Tiansheng como chefe dos guardas reais. |
| Qin Yan        | Yao Ying (姚 英)       | Grande Secretário de Assuntos Internos. Aliado de Ning Yi. |
| Chang Cheng    | Peng Pei (彭 沛)       | Ministério de Sentença. Aliado de Ning Sheng. |
| Ren Luomin     | Ge Hongying (葛鸿英)   | Ministro assistente. Aliado de Ning Yan. |
| Zhao Chengshun | Chunyu Hong (淳于 鸿)  | Pai de Chunyu Meng. |
| Funcionários   |                        | |
| Hou Yansong    | Zhao Yuan (赵 渊)      | O eunuco-chefe de confiança do imperador. Responsável pela Corregedoria. |
| He Lei         | Ning Cheng (宁 澄)     | O guarda-costas leal de Ning Yi. |
| Liu Yun        | Manchun (曼 春)        | Atendente pessoal de Ning Yi. |
| Rong Fei       | Wu Ying (吴英)         | Um eunuco enviado para espionar Ning Yi pelo imperador, mas decidiu permanecer fiel ao príncipe depois de ouvir a verdade por trás de seus planos. |
| Chen Liang     | Ah Chou (阿丑)         | Assessor de confiança de Gu Yan. |

#### Povo do Reino Tiansheng
| Ator       | Personagem              | Introdução |
| ---------- | ----------------------- | --- |
| Hu Ke      | Dahua (大 花)           | Esposa de Xin Ziyan. Uma mulher muito ciumenta que também ama profundamente o marido. |
| Xu Jian    | Yan Huaishi (燕 怀 石)  | Filho do proeminente clã Yan de Minhai. Entra na Academia Qingming ao mesmo tempo que Feng Zhiwei (disfarçado de Wei Zhi), tornando-se amigo dela, sabendo que ela é uma mulher. Noivo de Hua Qiong.                                              |
| Liu Haoyan | Chunyu Meng (淳于 猛)   | Filho de um poderoso guerreiro. Ele é leal a Ning Yi e o ajuda em sua conquista. |
| Mao Yi     | Yao Yangyu (姚 扬 宇)   | Filho de Yao Ying. Ele é o melhor aluno da Academia Qingming, mas é indisciplinado e arrogante. |
| Wang Jiaqi | Zhuyin (珠 茵)          | Filha de um dos generais de confiança de Ning Qiao. Ela é uma cortesã na corte de Lanxiang que coleta informações para Ning Yi. |
| Clã Qiu    |                         | |
| Liu Mintao | Qiu Mingying (秋 明 缨) | Irmã de Qiu Shangqi. Esposa de Gu Heng, comandante anterior do exército do Vento do Fogo e líder do Pagode Sangrento. Ela pega Zhiwei e a cria como se fosse sua. Ela está disposta a morrer junto com seu filho para proteger sua filha adotiva. |
| Yang Ziyan | Madame Qiu (秋 夫人)    | Esposa de Qiu Shangqi. |
| Deng Sha   | Yuhua (玉华)            | Quinta concubina de Qiu Shangqi. Ela suspeita de algo relacionado à identidade das crianças Feng e acaba sendo morta por Qiu Mingying por isso.                                                                                                   |
| Xu Ge      | Qiu Yuluo (秋 玉 落)    | Filha de Qiu Shangqi. Uma garota mimada e indisciplinada que foi escolhida pelo imperador para se casar com Ning Yi. Ela sempre tenta humilhar Feng Zhiwei e seu irmão, mas sempre acaba sendo intimidada por eles.                               |
| Chang Long | Feng Hao (凤 皓)        | Filho biológico de Qiu Mingying, que é usado como isca como Remanescente do Clã Dacheng, Feng Zhiwei. Um menino atrevido que ama muito sua mãe e irmã e, no final das contas, escolhe se sacrificar para deixá-las viver.                         |

#### Dinastia Cheng
| Ator          | Personagem                         | Introdução |
| ------------- | ---------------------------------- | --- |
| Bai Jingting  | Gu Nanyi (顾 南 衣)                | Um assassino do Pagode Sangrento. Ele se torna o guarda-costas de Feng Zhiwei, e a vê como a pessoa mais importante de sua vida.                                                         |
| Xiu Qing      | Zong Chen (宗 宸)                  | Um dos líderes do Pagode Sangrento e mentor de Gu Nanyi. Ele se disfarça como professor de uma escola particular, mas é extremamente hábil em artes marciais e especialista em medicina. |
| Hei Zi        | Gu Heng (顾 衡)                    | Líder anterior do Pagode Sangrento. O pai adotivo de Feng Zhiwei; Marido de Qiu Mingying.                                                                                                |
| Tan Kai       | Imperador de Da Cheng (大成 皇帝)  | Pai de Feng Zhiwei. |
| Zhang Dinghan | Imperatriz de Da Cheng (大成 皇后) | Mãe de Feng Zhiwei. |

#### Tribo Jinshi
| Ator           | Personagem             | Introdução |
| -------------- | ---------------------- | --- |
| Zhang Xiaochen | Helian Zheng (赫连 铮) | Herdeiro de Jinshi, um reino governado por uma tribo nômade - ao norte de Tiansheng. Ele quer a mão de Zhiwei em casamento, mas seus planos colidem com os de Ning Yi. Ele se apaixona pela forte personalidade de Zhiwei e está disposto a dar tudo para ajudá-la a realizar seus sonhos e aspirações. |
| Li Jingjing    | Liu Mudan (刘 牡丹)    | Grande Consorte Real. Madrasta de Helian Zheng, que o criou após a morte de sua mãe. |
| Qin Yong       | San Sun (三 隼)        | General de Jinshi. |
| Zhou Kui       | Helian Lie (赫连 烈)   | Tio de Helian Zheng e irmão gêmeo de Rei anterior de Jinshi. Se autoproclamou Rei Regente após a morte de seu irmão gêmeo. |
| Deng Hanyu     | Helian Tu (赫连 图)    | Atual Rei de Jinshi, o meio-irmão mais novo de Helian Zheng. Usado por Helian Lie como um rei fantoche. |

#### Reino de Yue
| Ator         | Personagem        | Introdução                                  |
| ------------ | ----------------- | ------------------------------------------- |
| Yuan Hong    | Jin Siyu (晋思羽) | Terceiro príncipe de Yue, o Príncipe de An. |
| Shen Xiaohai | Zhanbi (占 壁)    | Um espião do Reino de Yue, amante de Yale.  |

| Ator            | Personagem                                                   | Introdução |  |
| --------------- | ------------------------------------------------------------ | --- |  |
| Chi Feng        | Tia Ziying (凌英姑姑)                                        | |  |
| Chen Sisi       | Erhua (二花)                                                 | A irmã mais nova de Dahua, cunhada de Xin Ziyan.                                                                      |  |
| Dai Xu          | Chang Zhongxin (常忠信)                                      | O segundo filho de Chang Yuan.                                                                                        |  |
| Lv Xia          | Liu Meiduo (刘梅朵)                                          | A irmã mais nova de Liu Mudan. Ela é ex-noiva de Si Yinlun. Apaixonada por Helian Zheng.                              |  |
| Zhang Zhizhong  | Xu Qirui (徐启瑞)                                            | Ministro de Ritos. |  |
| Sun Ning        | Hu Shengshan (胡圣山)                                        | |  |
| Liu Jun         | Wu Yuanming (吴渊铭)                                         | |  |
| Yang Haoyu      | Zhou Xizhong (周希中)                                        | |  |
| Dang Haoyu      | San Hu (三虎)                                                | |  |
| Liu Haibo       | Zhangsun Hong (长孙弘)                                       | Quarto príncipe da Dinastia Cheng, irmão mais velho de Feng Zhiwei.                                                   |  |
| Zhang Ruoxing   | Qian Yan (钱彦)                                              | |  |
| Wu You          | Ni Wenyu (倪文昱)                                            | |  |
| Zheng Yu        | Si Xian (司宪)                                               | |  |
| Luan Yuanhui    | Chen Shao (陈绍)                                             | |  |
| Dai Wenwen      | Si Yinle (司隐乐)                                            | Irmã mais nova de Si Yinlun.                                                                                          |  |
| Sui Yumeng      | Yao Yangci (姚扬慈)                                          | Filha do secretário Yao. Ela é muito talentosa e inteligente.                                                         |  |
| Zhang Xinying   | Hua Gongmei (华宫眉)                                         | |  |
| He Miao         | Hu Jingshui (胡静水)                                         | |  |
| Cai Yatong      | Jiarong (佳荣)                                               | Prima de Ning Yi e uma dos poucos membros restantes de sua tribo.                                                     |  |
| Yue Xin         | Siling (四翎)                                                | |  |
| Zhao Yanmin     | Li Shiru (厉世和)                                            | |  |
| Chen Youwang    | Elder Sizhi (四知长老)                                       | |  |
| Yan Zhiping     | Liu Yuanzheng (刘院正)                                       | |  |
| Tang Xu         | Médico real Lu (卢御医)                                      | |  |
| Dong Zhao       | Médico real Zhang (张御医)                                   | |  |
| Zhang Shihong   | Médico real (御医)                                           | |  |
| Wu Yuanfang     | Médico real (御医)                                           | |  |
| Zhang Maolin    | Xu Shichang (许事昌)                                         | |  |
| Li Bin          | Astrônomo real (灵台丞)                                      | |  |
| Xu Shaoying     | Guo Jun (郭俊)                                               | Um general e subordinado de Jin Siyu.                                                                                 |  |
| Chi Wen         | Ansiã da Tribo do Pôr do Sol (日落族族长)                    | |  |
| Deng Mingjiang  | Oficial guardando o penhasco (守崖官)                        | |  |
| Qu Guoxiang     | Velho cavalariço (老马夫)                                    | De início, era um assassino do Pagode Sangrento que foi levado pelo Príncipe Herdeiro após a queda da Dinastia Cheng. |  |
| Kang Fuzhen     | Jovem cavalariço (小马夫)                                    | Filho do velho cavalariço. Um jovem de bom coração que salva a vida de Wei Zhi.                                       |  |
| Chen Liwei      | Porteiro (担夫)                                              | |  |
| Jiang Zhongwei  | Médico do Salão Pu (浦园御医)                                | |  |
| Wen Zheng       | Oficial do Selo (奉印大臣)                                   | |  |
| Teng Yi         | Sanhua (三花)                                                | Irmã mais nova de Dahua, cunhada de Xin Ziyan.                                                                        |  |
| Zhang Yuxiao    | Sihua (四花)                                                 | Irmã mais nova de Dahua, cunhada de Xin Ziyan.                                                                        |  |
| Cheng Guodong   | Senhor Hu (胡先生)                                           | |  |
| Zhang Ye        | Changji (长吉)                                               | Um guarda da Princesa Shaoning.                                                                                       |  |
| Yang Kaicheng   | Chang Zhongli (常忠礼)                                       | |  |
| Tang Xiawa      | Esposa de Chang Zhongli (常忠礼夫人)                         | |  |
| Jin Jing        | Hushi (扈室)                                                 | |  |
| Ma Weifu        | Assistente Li (刘管事)                                       | |  |
| Cui Youbin      | Chang Zhongyi (常忠义)                                       | Primeiro filho de Chang Yuan.                                                                                         |  |
| Feng Jun        | Babá Chen (陈嬷嬷)                                           | |  |
| Zhang Yixin     | Babá da Consort Chang (常贵妃嬷嬷)                           | |  |
| Shi Min         | Empregada do palácio de Hua Gongmei (华宫眉宫女)             | |  |
| Xie Guohua      | Auxiliar da Consorte Chang (常贵妃内侍)                      | |  |
| Xu Li           | Ziyin (梓音)                                                 | Empregada de Lady Wang.                                                                                               |  |
| Zhou Xin        | Zhuxin (烛心)                                                | |  |
| Zhang Ziting    | Duo'er (朵儿)                                                | Uma empregada da Nobre Consorte Chang.                                                                                |  |
| Hu Yilin        | Ying'er (莹儿)                                               | |  |
| Zhang Bo        | Chen Ming (陈明)                                             | |  |
| Sun Yiyang      | Xuanchen (宣辰)                                              | |  |
| Wu Bohang       | Lu Ming (陆明)                                               | |  |
| Wang Jiasui     | Qinyu (沁玉)                                                 | |  |
| Zhang Luyao     | Lianmeng (怜梦)                                              | |  |
| Wang Ailin      | Bixia (碧霞)                                                 | |  |
| Jiang Yunyun    | Xixue (惜雪)                                                 | |  |
| Wang Yijie      | Xiwen (熙雯)                                                 | Uma cortesã da Casa de Lanxiang.                                                                                      |  |
| Tian Shuang     | Qianmo (千茉)                                                | Uma cortesã da Casa de Lanxiang.                                                                                      |  |
| Cao Lei         | Chefe da Prisão (牢头)                                       | |  |
| Wang Hong       | Sun Xiang (孙祥)                                             | |  |
| Li Zhenyu       | Li Cai (李才)                                                | Um guarda de Ning Qi.                                                                                                 |  |
| Chang Wei       | Huo Laosan (霍老三)                                          | Oficial da prisão que protegeu e fez amizade com Ning Yi durante seus anos de cativeiro.                              |  |
| Ma Zhenrong     | Song Laoer (宋老二)                                          | |  |
| Luo Siyu        | Cafetina (老鸨)                                              | Senhora da casa de dança.                                                                                             |  |
|                 | Yunyun                                                       | Uma cortesã da Casa de Lanxiang.                                                                                      |  |
| Zhang Bo        | Chahu (茶壶)                                                 | |  |
| Xu Zhifei       | Convidado (客人)                                             | |  |
| Wu Youxi        | Médico 1 (郎中甲)                                            | |  |
| Song Dongxiao   | Médico 2 (郎中乙)                                            | |  |
| Shen Yang       | Xingyi (邢义)                                                | |  |
| Xing Xiaoyan    | Song Jie (宋杰)                                              | Guarda Imperial enviado a Minhai.                                                                                     |  |
| Wang Chen       | Yu Xiu (余休)                                                | |  |
| Zheng Xiaozhong | Lin Renqi (林任奇)                                           | Oficial de investigação.                                                                                              |  |
| Xiang Yu        | Comandante das tropas de Ning Qi (宁齐首领)                  | |  |
| Wang Xi         | Captão Wei (卫队长)                                          | |  |
| Li Zhenyu       | Chefe dos Piratas (海盗头目)                                 | |  |
| Yao Weiping     | Monge (禅师)                                                 | |  |
| Cao Yonggang    | Monge Wanjie (万劫禅师)                                      | Irmão do Ministro de Xu.                                                                                              |  |
| Li Du           | médico legista (仵作)                                        | l |  |
| Fang Haowei     | Empregada do Solar Qiu (秋府丫鬟)                            | |  |
| Zhang Ya'nan    | Noble dama (贵女)                                            | |  |
| Jiang Dongmei   | Consote real (贵妃)                                          | |  |
| Wang Yanjun     | Subordinado de Ning Sheng (宁昇幕僚)                         | |  |
| Lao Yuan        | Auxiliar de Qingming na Academia (青溟书院门房)              | |  |
| Lu Chenyang     | Dingsan (丁三)                                               | Servo do Ministro Yao.                                                                                                |  |
| Wang Quan       | Eunuco sênior de Shaoning (韶宁大太监)                       | |  |
| Gao Fengyang    | Eunuco sênior de Shaoning (韶宁小太监)                       | |  |
| Yao Zhuoran     | Plebeia (民妇)                                               | |  |
| Zhang Zisheng   | Marido da plebeia (民妇丈夫)                                 | |  |
| Liu Muyu        | Servo de Xin Ziyan (辛子砚仆人)                              | |  |
| Liu Hanyang     | Tie Nan (铁男)                                               | |  |
| Li Honglei      | Chefe (店铺老板)                                             | |  |
| Zhao Shuai      | Garçon (店小二)                                              | |  |
| Zhu Feng        | Oficial 1 (官兵甲)                                           | |  |
| Sun Letian      | Oficial 2 (官兵乙)                                           | |  |
| Shi Yafeng      | Homem aleijado (瘸子)                                        | |  |
| Zhang Mengqiang | Dono de loja (摊主)                                          | |  |
| Ma Shuo         | Carcereiro (狱卒甲)                                          | |  |
| Chang Li        | Prisioneiro (犯人甲)                                         | |  |
| Yang Feng       | médico legista 2 (仵作甲)                                    | |  |
| Yi Yajun        | Conselheiro particular (师爷)                                | |  |
| Chang Li        | Traficante de pessoas (人牙子)                               | |  |
| Song Qingchang  | Ancião (长老)                                                | |  |
| Wang Junheng    | Empregado na loja de medicamentos (药铺伙计)                 | |  |
| Jiang Hongshi   | rowspan=2                                                    | Médico (御医) |  |
| Chong Yunpeng   |                                                              | |  |
| Li Zhencheng    | Oficial (官员)                                               | |  |
| Gao Wei         | Liu Guang (刘光)                                             | |  |
| Huang Junchao   | Segundo em comando no Penhasco da Cabeça Branca (白头崖副将) | |  |
| Li Wenping      | Pai de Chen Shao (陈绍父亲)                                  | |  |
| Yu Ganglong     | Oficial militar de execução (行邢武官)                       | |  |
| Chen Zhuankai   | Oficial militar de execução (行邢文官)                       | |  |
| Cui Jun         | Servo (仆役乙)                                               | |  |
| Shi Junxian     | General (将军甲)                                             | |  |
| Liu Songbin     | Ancião da Dinastia Cheng (大成遗老)                          | |  |
| Zhang Jianguo   | Ancião da Dinastia Cheng (大成遗老)                          | |  |
| Zhang Dunyou    | Ancião da Dinastia Cheng (大成遗老)                          | |  |
| Zhu Song        | Ancião da Dinastia Cheng (大成遗老)                          | |  |
| Chi Dan         | Embaixadores de Jinshi (金狮使臣)                            | |  |
| Yin Xiaoming    | Embaixadores de Jinshi (金狮使臣)                            | |  |
| Tao Ci          | Oficiais de Jinshi (金狮大臣)                                | |  |
| Yang Minggang   | Oficiais de Jinshi (金狮大臣)                                | |  |
| Ding Hao        | Oficiais de Jinshi (金狮大臣)                                | |  |
| Yin Gang        | Oficiais de Jinshi (金狮大臣)                                | |  |
| Xu Zhengzhi     | Oficiais de Jinshi (金狮大臣)                                | |  |
| Han Meimei      | Matronas de Honra (喜娘)                                     | |  |
| Liu Fang        | Matronas de Honra (喜娘)                                     | |  |
| Yang Huilin     | Matronas de Honra (喜娘)                                     | |  |
| Xu Li           | Nanny (乳母)                                                 | Ama de leite de Helian Tu.                                                                                            |  |
| Guo Yinyu       | Descendente de Chang (常氏子侄)                              | |  |
| Jing Haifeng    | Descendente de Chang (常氏子侄)                              | |  |
| Zhang Zhi       | Descendente de Chang (常氏子侄)                              | |  |
| Lei Chao        | Descendente de Chang (常氏子侄)                              | |  |
| Liu Bingchao    | Descendente de Chang (常氏子侄)                              | |  |

## Produção
As filmagens começaram em 27 de maio de 2017, e foram concluídas em 12 de dezembro de 2017. Também foi revelado que a série teve gravação de voz dos atores em "tempo real" durante as filmagens, sem adição de dublagem posterior, em estúdio.

### Equipe técnica
A série é dirigida por Shen Yan e Liu Haibo (Style Relationship),  e escrita pelos escritores de romances para internet Lu Jing (autor original), Lu Yi, Zou Yue, Wang Pei e Qiu Yongyi. O figurinista e diretor artístico William Chang (The Flowers of War, The Grandmaster) foi o encarregado dos figurinos junto de Lu Fengshan e Fang Sizhe. Outros membros notáveis da equipe incluem o coreógrafo de dublês Yuan Bin (O Retorno do Dragão - A Cidade Perdida), o fotografo cenarista Bao Xiangyu (Coming Home, Mojin: A Lenda Perdida), o compositor Dong Yingda (Sweet Sixteen, All Quiet in Beijing), o diretor de fotografia Li Xi (Love is Not Blind), o diretor artístico Kun Xiaotong, o editor Zhang Jia (Go Lala Go!).  e o consultor de etiqueta Li Bin ( Nirvana in Fire, The Legend of Mi Yue). 

### Escolha de elenco
Em 20 de outubro de 2016, Chen Kun foi anunciado como o protagonista da série. Em 7 de março de 2017, Ni Ni foi anunciada como a protagonista, marcando assim sua estreia em séries de televisão. O restante do elenco foi revelado em 27 de abril de 2017.

### Localização
A série é o primeiro drama de televisão a ser filmado nos Tang City Film Studios, em Xiangyang, que foi construído especialmente para o filme de fantasia de Chen Kaige, The Legend of the Cat Demon. O local foi escolhido não apenas porque se encaixa no período do enredo da história, mas por ainda não ser um cenário muito utilizado em programas, já que a maioria dos dramas chineses históricos/antigos são filmados no Hengdian World Studios. A série também foi filmada em outros lugares, como Wuxi e Duyun.

### Pós-produção
Em setembro de 2017, os membros do elenco Zhao Lixin e Zhang Xiaochen participaram da Cerimônia de Premiação do Weibo, onde he Avanço da Fênix recebeu o prêmio de "Série de Televisão Mais Esperada".
Em maio de 2018, foi revelado que o nome chinês da série foi alterado de "凰 权 • 弈 天下 (Huang Quan Yi Tian Xia)" para "天 盛 长 歌 (Tiansheng Chang Ge)" e que o número de episódios oficialmente confirmada seria de 70 episódios.

## Trilha Sonora
| Nº | Título                                                                         | Letra                   | Música      | Interpretes  | Duração |
| -- | ------------------------------------------------------------------------------ | ----------------------- | ----------- | ------------ | ------- |
| 1. | 奈何 (pinyin: Nàihé, lit. ‘Indisponível’)                                      | Dong Yingda             | Dong Yingda | Sam Lee      | 3:40    |
| 2. | 如昨 (pinyin: Rú zuó, lit. ‘Como Ontem’)                                       | Zhang Pengpeng Lin Qiao | Wu Shuting  | Liu Xijun    | 5:06    |
| 3. | 心·机(pinyin: Xīn·jī, lit. ‘Esquemas do Coração’)                              | Cui Shu                 | Dong Yingda | Tracy Wang   | 3:02    |
| 4. | 心机·爱相随 (pinyin: Xīnjī·ài xiāng suí, lit. ‘Esquemas: o amor acompanha’)    | Dong Yingda             | Dong Yingda | Xu Hongbin   | 3:02    |
| 5. | 轻尘 (pinyin: Qīng chén, lit. ‘Feito Poeira’)                                  | Zhang Ying              | Chen Xueran | Tang Hanxiao | 3:07    |
| 6. | 何·奈何 (pinyin: Hé·nàihé, lit. ‘Por Que Indisponível’) Música de encerramento | Dong Yingda             | Dong Yingda | Ni Ni        | 2:58    |

## Recepção
Devido ao seu ritmo lento e enredo pesado, a série teve uma audiência baixa, o que ocasionou que os 70 episódios originais fossem cortados para 56 episódios em sua exibição para televisão. No entanto, Douban a série uma pontuação de 8,3 /10, com mais de 113.000 votos, tornando do programa a maior audiência de todos os dramas que foram ao ar durante as férias de verão e um dos dramas de TV com maior audiência daquele ano.

## Prêmios e indicações
| Prêmio                              | Categoria                     | Trabalho nomeado    | Resultado | Ref.   |
| ----------------------------------- | ----------------------------- | ------------------- | --------- | ------ |
| 24º Prêmio Huading                  | Melhor ator                   | Chen Kun            | Indicado  | [ 32 ] |
| 24º Prêmio Huading                  | Melhor Atriz (Drama de Época) | Ni Ni               | Indicado  | [ 32 ] |
| 24º Prêmio Huading                  | Melhor Ator Coadjuvante       | Zhao Lixin          | Indicado  | [ 32 ] |
| 25º Festival de Televisão de Xangai | Melhor série de televisão     | O Avanço da Fênix   | Indicado  | [ 33 ] |
| 25º Festival de Televisão de Xangai | Melhor diretor                | Shen Yan, Liu Haibo | Indicado  | [ 33 ] |
| 25º Festival de Televisão de Xangai | Melhor ator                   | Chen Kun            | Indicado  | [ 33 ] |
| 25º Festival de Televisão de Xangai | Melhor Cinematografia         | Li Xi               | Venceu    | [ 33 ] |
| 25º Festival de Televisão de Xangai | Melhor Direção de Arte        |                     | Indicado  | [ 33 ] |
| 24º Prêmio da Televisão Asiática    | Melhor Série Dramática        | O Avanço da Fênix   | Indicado  | [ 34 ] |